# Мокриевич, Карп Иванович
Карп Иванович Мокриевич (укр. Карп Мокрієвич; ? — ок. 1704) — генеральный писарь Войска Запорожского, черниговский полковой судья.

## Биография
На государственную службу поступил во времена гетмана Богдана Хмельницкого. В 1663—1667 был канцеляристом Генеральной военной канцелярии. В 1669—1672 гг был генеральным писарем в правительстве гетмана Демьяна Многогрешного. Был организатором заговора части казацкой старшины против Демьяна Многогрешного, который пытался противостоять политическим и административным воздействиям московского правительства.
В ночь на 13 марта 1672 года группа старшин и их доверенных лиц вместе со стрельцами в Батурине окружила резиденцию гетмана Демьяна Многогрешного и после непродолжительной схватки схватили его. Тот оказал ожесточенное сопротивление, но был ранен из пистолета, закован в кандалы и отправлен в Москву.
Вот, что показал на допросе сам Мокриевич:
Около гетманского двора тайно расставили стрельцов на сторожу, потом, собравшись с ружьём, вошли к нему в хоромы тайно же, а он в ту пору спал… Полковник Дмитрашка первый вошёл к нему в спальню и в тёмноте стал спрашивать, где тут Демка? Тот проснулся, вскочил с постели и стал было обороняться, но тут мы все вошли, взяли его силою и отвели на двор к Григорью Неелову. Здесь, у Григорья в избе, Демка рвался к ружью, хотел с нами биться, но я до ружья его не допустя, поранил его в плечо из пистолета. От этой раны Демка сел: тут мы его сковали.
Руководил арестом генеральный обозный Петр Забела, а доставкой в Москву генеральный писарь Карп Мокревич.
В 1672 году был претендентом на избрание гетманом вместе с Иваном Самойловичем, Константином Солониной и Родионом Думитрашкой. Генеральный судья Иван Домонтович, после переворота требовал до царского указа повременить с избранием гетмана. По этому поводу состоялся конфликт Домонтовича с Мокриевичем, последний начал «бранитца, что он не приговариваетъ Гетмана выбирать до Указу великого Государя. И судія Іван Домонтовъ Карпу писареві говорил: тебе де напрасно Карпъ в Гетманы хотеть, полно де и того что мы и за те свои дела… — з головою недостоин де ты і в писарехъ быть за свои дела. И писарь де Карп за те слова судье Івану Домонтову выдрал половину бороды; и обозной де хотел на писаря справу дать, да вступили за писарися Дмитрашко да Солонина и то де дело так покинули» 49].
После прихода к власти гетмана Ивана Самойловича, был устранён с государственных должностей.
Гетман Мазепа вернул Мокриевича на службу в звании войскового товарища, потом Мокриевич был черниговским полковом судьей (1688—1690).
Сохранилось свидетельство, что архиепископ Лазарь Баранович «когда колвек его Мокриевича в церкви или на обхождении видел, во услышание всем и ему самому именовал его Иудою, пана своего предателем, а сынов ехидниным порождением, и когда антидору ему давал, всегда обыкл был тые мовить слова: и Христос Иуде хлеб дал, и по хлебе вииде вон сатана».